# Mîkolaiivka, Kirovohrad
Mîkolaiivka (în ucraineană Миколаївка) este localitatea de reședință a comunei Mîkolaiivka din raionul Kirovohrad, regiunea Kirovohrad, Ucraina.

## Demografie
Componența lingvistică a localității Mîkolaiivka
     Ucraineană (96,12%)
     Rusă (3,66%)
     Alte limbi (0,22%)
Conform recensământului din 2001, majoritatea populației localității Mîkolaiivka era vorbitoare de ucraineană (96,12%), existând în minoritate și vorbitori de rusă (3,66%).